# Liste des villes jumelées de Croatie
 (octobre 2017).

Carte de la Croatie.

Ceci est la Liste des villes jumelées de Croatie ayant des liens permanents avec des communautés locales dans d'autres pays. Dans la plupart des cas, l'association, en particulier lorsque officialisée par le gouvernement local, est connu comme « jumelage » (même si d'autres termes, tels que villes partenaires, Sister Cities, ou municipalités de l'amitié sont parfois utilisés), et alors que la plupart des endroits sont des villes, la liste comprend aussi des villages, des villes, des districts, comtés, etc., avec des liens similaires.
- Haut – A
- B
- C
- D
- E
- F
- G
- H
- I
- J
- K
- L
- M
- N
- O
- P
- Q
- R
- S
- T
- U
- V
- W
- X
- Y
- Z

## D

### Dubrovnik[1]
| - Ravenne, Italie (depuis 1967) - Vukovar, Croatie (depuis 1993) - Graz, Autriche (depuis 1994) - Helsingborg, Suède (depuis 1996) | - Raguse, Italie (depuis 2000) - Bad Homburg, Allemagne (depuis 2002) - Sarajevo, Bosnie-Herzégovine (depuis 2007) | - Monterey, Californie, États-Unis (depuis 2007) - Rueil-Malmaison, France (depuis 2011) - Venise, Italie (depuis 2012) |

## K

### Karlovac
- Kragujevac, Serbie [2]

## O

### Opatija[3]
| - Balatonfüred, Hongrie - Carmagnola, Italie | - Castel San Pietro, Italie - Ilirska Bistrica, Slovénie | - Bad Ischl, Autriche |

### Osijek[4]
| - Budapest, 13e district, Hongrie , - Lausanne, Suisse - Maribor, Slovénie | - Nitra, Slovaquie - Pécs, Hongrie - Pforzheim, Allemagne | - Ploieşti, Roumanie - Tuzla, Bosnie-Herzégovine - Subotica, Serbie |

## P

### Pula[6]
| - Graz, Autriche (depuis 1972, partenariat établi en 1961) - Trèves, Allemagne (depuis 1971) - Imola, Italie (depuis 1972) - Vérone, Italie (depuis 1982) | - Kranj, Slovénie (depuis 1974) - Čabar, Croatie (depuis 1974) - Varaždin, Croatie (depuis 1979) | - Novorossiisk, Russie (depuis 1999, partenariat établi en 1997) - Hekinan, (Aichi), Japon (depuis 2007) - Villefranche-de-Rouergue, France (depuis 2008) |

## V

### Vukovar
- Dubrovnik, Croatie[1]

## Z

### Zadar
- Banská Bystrica, Slovaquie (depuis 1995)[8]

### Zagreb[9]
| - Ahmedabad, Inde (depuis 1962) - Mayence, Allemagne (depuis 1967) - Saint-Pétersbourg, Russie (depuis 1968) - Tromsø, Norvège (depuis 1971) - Kyoto, Japon (depuis 1972) - Lisbonne, Portugal (depuis 1977) | - Pittsburgh, Pennsylvanie, États-Unis (depuis 1980) - Buenos Aires, Argentine (depuis 1998) - Shanghai, Chine (depuis 1980) - Bologne, Italie (depuis 1984) - Budapest, Hongrie (depuis 1994), | - Vienne, Autriche (depuis 1994) - Sarajevo, Bosnie-Herzégovine (depuis 2001) - La Paz, Bolivie (depuis 2000) - Ljubljana, Slovénie (depuis 2001) - Podgorica, Monténégro (depuis 2006) - Londres, Royaume-Uni (depuis 2009) - Prizren, Kosovo (depuis 2010) |

Villes partenaires
La ville a des arrangements de partenariats avec :
- Cracovie, Pologne (depuis 1975)[14]

### Sources
- (en) Cet article est partiellement ou en totalité issu de l’article de Wikipédia en anglais intitulé « List of twin towns and sister cities in Croatia » (voir la liste des auteurs).